# Сиа, Джордж
Джордж Сиа (англ. George Sear; род. 14 ноября 1997, Ли-он-Си, Эссекс, Англия, Великобритания) — британский актёр кино и телевидения, режиссёр, сценарист, музыкант и танцор.
Широкую известность получил после выхода в свет сериалов «Эвермор» и «С любовью, Виктор», в которых он сыграл одну из главных ролей.

## Биография

### Семья
Джордж Сиа родился в городе Ли-он-Си в графстве Эссекс в Восточной Англии. Его отец — Саймон Сиа — генеральный директор по инновациям в британской компании BJSS. Мать — Джульетта Сиа — одна из самых известных в Эссексе кондитеров, ведущая собственного кулинарного шоу. У него также есть две сестры — Руби и Лидия. Они занимаются бизнесом, связанным с модной индустрии и периодически появляются в кулинарном шоу своей матери.

### Увлечения и личная жизнь
Джордж с детства занимается брейк-дансом, уличными танцами и хип-хопом. Его пристрастие к танцам привело его к участию в танцевальном конкурсе Великобритании «Alesha’s Street Dance Stars», транслируемом на канале Children’s BBC. В нём он стал одним из победителей. Джордж профессионально занимается и играет на акустической гитаре и барабанах — в 2013 году он выступил на BBC Radio 1. В 2012 году он занял 2-е место на Чемпионате мира по брейк-дансу.
Известно, что с мая 2019 года Сиа проживает в Лос-Анджелесе — он переехал туда ради съёмок в сериале «С любовью, Виктор».
У актёра есть собака по кличке Дуги.
В 2018 году заявил, что переходит от вегетарианства к веганству.
В 2020 году в интервью каналу BBC Джордж Сиа заявил, что пробует себя в роли писателя и заканчивает писать свою первую книгу.
Актёр скрывает статус своих отношений и факт их наличия от поклонников, однако факты указывают на то, что он не состоит в отношениях.

### Доходы и собственность
По состоянию на 2020 год его состояние оценивается в 700 000—800 000 долларов США; по другим данным в 1 миллион долларов. Его основной источник дохода — актёрское мастерство. После переезда в Лос-Анджелес, средняя зарплата актёра составляет 50 000 долларов в год. Также известно, что Сиа приобрёл дом в районе Лос-Анджелеса стоимостью около 615 000 долларов.

## Карьера
Джордж Сиа с детства мечтал стать актёром. Его первое появление на сцене произошло в 2003 году, когда ему было 6 лет. Тогда он выступил на сцене театра Палас в роли Чипа в пьесе «Красавица и чудовище» по мотивам одноимённого мультфильма, выпущенного Disney. Второе появление Джорджа на сцене театра произошло в 2008 году. Он выступил на сцене театра Друри-Лейн в роли мальчика в пьесе французского драматурга Сэмюэля Беккета «В ожидании Годо» в постановке Патрика Стюарта, который и учил Джорджа театральному искусству.
Первое же появление на экране произошло в 2009 году — он сыграл эпизодическую роль Ноаха Морриса в сериале «Чисто английские убийства». Свою первую главную роль Сиа сыграл в 2014 году в сериале «Эвермор» — она принесла ему успех и популярность у зрителей.
В 2013—2014 годах Сиа был ведущим развлекательной программы «Friday Download», которая выходила на канале Disney. Его соведущим тогда стал британский актёр Келач Спэллман.
С 2019 года снимается в сериале «Алекс Райдер» в роли Паркера Роско.
Наиболее широкую известность и популярность актёр Джордж Сиа получил после выхода в прокат телевизионного сериала «С любовью, Виктор», в котором он сыграл роль Бенджи Кэмпбелла.
В 2019 году впервые попробовал себя в роли режиссёра и сценариста — 31 июля 2019 года состоялась премьера его первого короткометражного фильма «When Fate Calls» (рус. «Когда судьба зовёт»).

## Фильмография

### Театральные постановки
| Год  | Русское название     | Оригинальное название | Театр      | Роль    | Примечание   |
| 2003 | Красавица и чудовище | Beauty and the Beast  | Палас      | Чип     | Главная роль |
| 2008 | В ожидании Годо      | Waiting for Godot     | Друри-Лейн | мальчик | Главная роль |

### Телевидение
| Год         | Русское название              | Оригинальное название                | Роль                        | Примечание             |
| 2009        | Чисто английские убийства     | Midsomer murders                     | Ноах Моррис                 | Эпизодическая роль     |
| 2013 — 2014 | Friday Download               | Friday Download                      | Самого себя                 | Ведущий (в 6 эпизодах) |
| 2014 — 2016 | Эвермор                       | Evermoor                             | Себастьян «Себ» Кроссли     | Главная роль           |
| 2015 — 2019 | В пустыне смерти              | Into the Badlands                    | Артур                       | Эпизодическая роль     |
| 2015 — 2016 | Секретные хроники Эвермора    | The Evermoor Confidential Chronicles | Себастьян «Себ» Кроссли     | Главная роль           |
| 2017        | Уилл                          | Will                                 | Билли Купер                 | Эпизодическая роль     |
| 2020        | Алекс Райдер                  | Alex Rider                           | Паркер Роско                | Роль второго плана     |
| 2020 — 2022 | С любовью, Виктор             | Love, Victor                         | Бенджамин «Бенджи» Кэмпбелл | Главная роль           |
| 2023        | Страна пожаров                | Fire Country                         | Оператор поездки            | Эпизодическая роль     |
| 2023        | Основано на реальных событиях | Based on a True Story                | Джейкоб                     | Эпизодическая роль     |
| 2023        | Изгиб Холлоу: Радиоспектакль  | Hollow's Bend: The Radio Play        | Андрес                      | Роль второго плана     |

### Кино
| Год  | Русское название | Оригинальное название                     | Роль   | Примечание         |
| 2015 | Не спал всю ночь | Friday Download: The Movie (Up All Night) | Джордж | Эпизодическая роль |
| 2021 | Рифа             | Reefa                                     | Итон   | Главная роль       |